# Calabi-Yau-Mannigfaltigkeit

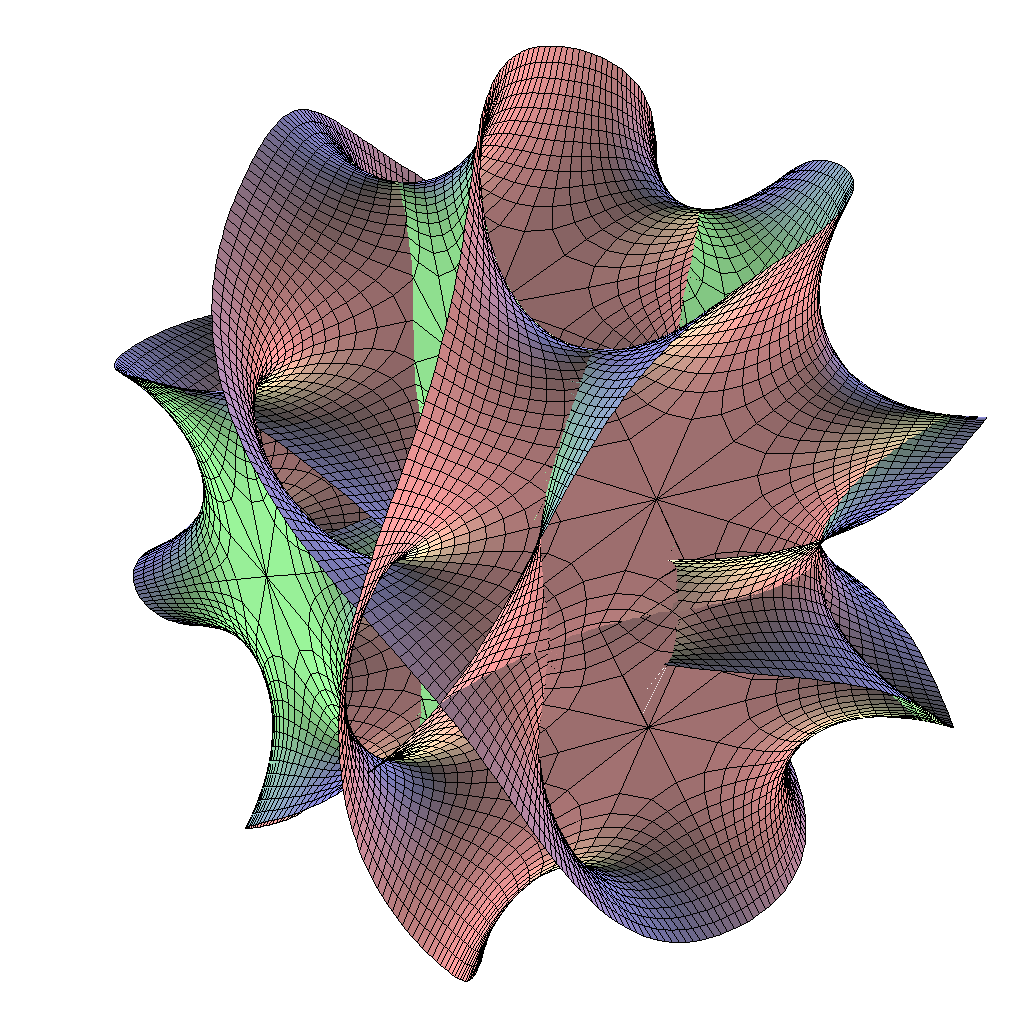
Ein Schnitt durch eine Calabi-Yau, die Quintik

Calabi-Yau-Mannigfaltigkeiten, kurz Calabi-Yau, oder auch Calabi-Yau-Räume, sind in der Mathematik spezielle komplexe Mannigfaltigkeiten. Sie spielen eine Rolle in der algebraischen Geometrie. Die theoretische Physik, vor allem die Stringtheorie, hat ebenfalls ein besonderes Interesse an diesen Objekten, da sechs-dimensionale Calabi-Yau-Mannigfaltigkeiten zur Kaluza-Klein-Kompaktifizierung der Theorie verwendet werden.

## Definition
Eine Calabi-Yau-Mannigfaltigkeit (oder ein Calabi-Yau-Raum) ist eine kompakte Kähler-Mannigfaltigkeit mit verschwindender erster Chern-Klasse. Letztere Bedingung ist für kompakte Mannigfaltigkeiten nach einer Vermutung von Eugenio Calabi aus dem Jahr 1954, welche 1977 von Shing-Tung Yau bewiesen wurde, äquivalent zu der Existenz einer Ricci-flachen Metrik. Äquivalent kann man eine komplexe {\displaystyle n}-dimensionale Calabi-Yau als eine Mannigfaltigkeit mit {\displaystyle \operatorname {SU} (n)}-Holonomie definieren. Dies ist wiederum äquivalent zur Existenz einer global definierten, nirgends verschwindenden holomorphen (n,0)-Form.

## Beispiele
- {\displaystyle n=1}: Die riemannschen Flächen, die Calabi-Yau-Mannigfaltigkeiten sind, sind die elliptischen Kurven. Da die Torus-Metrik flach ist, ist die Holonomiegruppe trivial.
- {\displaystyle n=2}: In zwei komplexen Dimensionen gibt es zwei verschiedene Klassen von Calabi-Yau-Mannigfaltigkeiten: K3-Flächen (mit ganz SU(2) als Holonomiegruppe) und kompakte komplexe Tori (mit trivialer Holonomiegruppe).
- {\displaystyle n=3}: In drei komplexen Dimensionen existiert keine vollständige Klassifikation von Calabi-Yau-Mannigfaltigkeiten. Ein bekanntes Beispiel ist die Quintik, d. h. die Nullstellenmenge eines Polynoms 5. Grades, im komplexen projektiven Raum {\displaystyle \mathbb {CP} ^{4}}.

## Anwendung in der Stringtheorie
Calabi-Yaus spielen eine wichtige Rolle in der supersymmetrischen Version der Stringtheorie, da diese in ihrer einfachsten Version in zehn Dimensionen formuliert wird. Um die bekannten vier Raumzeit-Dimensionen zu erhalten, nimmt man an, dass die sechs Extradimensionen kompakt und genügend klein sind und daher mit den heutigen Experimenten nicht nachweisbar sind. Die Theorie in den verbleibenden vier nicht kompakten Richtungen hängt dabei wesentlich von der gewählten Geometrie dieser internen sechs Dimensionen ab.
Die besondere Bedeutung der Calabi-Yau-Eigenschaft ist, dass eine Kompaktifizierung der zehndimensionalen Stringtheorie auf einer Calabi-Yau-Geometrie zu einer vierdimensionalen Theorie im flachen Minkowski-Raum und mit ungebrochener Supersymmetrie führen kann.

## Verallgemeinerungen
Von Nigel Hitchin wurde eine Verallgemeinerung des Begriffs Calabi-Yau, eine sogenannte Generalized Calabi-Yau (Generalisierte Calabi-Yau) vorgeschlagen, in Zusammenhang mit einer „verallgemeinerten komplexen Geometrie“. Auch diese Erweiterung findet Anwendung in der Stringtheorie.